# Shuju Xiang
Shuju Xiang (kinesiska: 树苴, 树苴乡) är en socken i Kina. Den ligger i provinsen Yunnan, i den sydvästra delen av landet, omkring 180 kilometer väster om provinshuvudstaden Kunming. Antalet invånare är 18 038. Befolkningen består av 8 660 kvinnor och 9 378 män. Barn under 15 år utgör 17,0 %, vuxna 15-64 år 72 %, och äldre över 65 år 9,0 %.
Genomsnittlig årsnederbörd är 979 millimeter. Den regnigaste månaden är juli, med i genomsnitt 213 mm nederbörd, och den torraste är januari, med 10 mm nederbörd.